# Ермгард фон Цутфен
Ермгард фон Цутфен (на немски: Ermgard von Zutphen; Irmgard of Zutphen; † 1138) e графиня на Цутфен (1122 – 1138) и чрез женитби и графиня на Гелдерн и на Люксембург.

## Произход и наследство
Тя е дъщеря на граф Ото II фон Цутфен Богатия († 1113) и втората му съпруга Юдит фон Арнщайн († 1118), дъщеря на граф Лудвиг I фон Арнщайн († 1084) и първата му съпруга Гуда (Юта) фон Цутфен.
Тя наследява бездетния си брат Хайнрих I фон Цутфен († ок. 1120). След нейната смърт през 1138 г. е наследена от сина си Хайнрих I, граф на Гелдерн.

## Фамилия
Първи брак: през 1116 г. с Герхард II фон Гелдерн († 1131), граф на Гелдерн и Васенберг. Той обидинява двете графства. Герхард е в тесен контакт с крал Хайнрих V. Ермгард и Герхард имат децата:
- Хайнрих I (* 1117, † 1182), граф на Гелдерн и Цутфен
- Аделхайд (Аделайд) († 1156), омъжена за граф Екберт I фон Текленбург (* 1090, † 1150), граф на Текленбург
- Саломе, омъжена за Хайнрих I, граф на Олденбург-Вилдесхаузен († 1162).

Втори брак: пр. 1134 г. с Конрад II, граф на Люксембург († 1136). Те имат един син:
- Ото, граф фон Глайберг († сл. 1162)